# Takumi Shima
Takumi Shima (jap. 島 卓視 Shima Takumi; ur. 3 października 1967) – japoński piłkarz występujący na pozycji napastnika.

## Kariera klubowa
Od 1986 do 1995 roku występował w klubie Sanfrecce Hiroszima.